# OK Computer
OK Computer er Radioheads tredje album udgivet i 1997, og er mange betragtet som en af de vigtigste udgivelser for genren nogensinde. Desuden har det været et af de vigtigste albums for bandets personlige udvikling og succes. Genren tilhører alternativ rock, og har momenter lige fra det akustiske til det mere elektroniske. Emnerne går meget på kritik af det moderne samfund, politiske ledere og moralske problemer i verden.

## Nummerliste
Alle sange skrevet af Thom Yorke, Jonny Greenwood, Phil Selway, Ed O'Brien og Colin Greenwood.
1. Airbag – 4:44
2. Paranoid Android – 6:23
3. Subterranean Homesick Alien – 4:27
4. Exit Music (For a Film) – 4:25
5. Let Down – 4:59
6. Karma Police – 4:22
7. Fitter Happier – 1:57
8. Electioneering – 3:51
9. Climbing Up the Walls – 4:45
10. No Surprises – 3:49
11. Lucky – 4:20
12. The Tourist – 5:25

Paranoid Android, Karma Police og No Surprises er blevet udgivet som singler.